# Deborah Adair
Deborah Adair (ur. 23 maja 1952 w Lynchburg) – amerykańska aktorka telewizyjna.
Odtwórczyni roli Kate Roberts Kiriakis w operze mydlanej NBC Dni naszego życia (Days of our Lives, 1993–1995), za którą w 1994 otrzymała nagrodę Soap Opera Digest dla najlepszej aktorki drugoplanowej.

## Życiorys
Urodziła się w Lynchburg w stanie Wirginia. Studiowała na University of Washington, gdzie uzyskała dyplom z reklamy i marketingu. Pracowała jako copywriter, producent komercyjny i zastępca kierownika ds. promocji w stacjach radiowych w Seattle w stanie Waszyngton. 
Po gościnnym występie jako dziennikarka w odcinku serialu CBS Cena jest właściwa (The Price Is Right, 1980) z Jamesem Earlem Jonesem, w latach 1980–1983 i 1986 grała postać Jill Foster Abbott w operze mydlanej CBS Żar młodości (The Young and the Restless). Od 16 listopada 1983 do 9 maja 1984 występowała w roli Tracy Kendall, przebiegłej asystentki szefa ds. public relations Denver–Carrington w operze mydlanej Aarona Spellinga Dynastia (Dynasty). 
W miniserialu historycznym NBC Lincoln (1988) z Samem Waterstonem jako Abrahamem Lincolnem została obsadzona w roli Kate Chase, żony gubernatora stanu Rhode Island Williama Sprague’a (Jeffrey DeMunn). W komedii romantycznej ABC Dobra partia (Rich Men, Single Women, 1990) z Suzanne Somers i Heather Locklear pojawiła się jako Susan. W filmie sensacyjno–przygodowym Szczelina (The Rift, 1990) u boku Jacka Scalii zagrała postać porucznik Niny Crowley. 
13 lipca 1974 wyszła za mąż za polityka Gary’ego Bakera. W 1978 doszło do rozwodu. 1 sierpnia 1987 zawarła związek małżeński z Chipem Hayesem, z którym zaadoptowała dwójkę dzieci: córkę Lucy Taylor (ur. 19 grudnia 1995) i syna Jeremy’ego (ur. 1997).

## Filmografia

### Seriale
- 1980: Paryż (Paris) jako reporterka
- 1980: Tenspeed i Brązowy But (Tenspeed and Brown Shoe) jako Sally
- 1980–1983, 1986: Żar młodości (The Young and the Restless) jako Jill Foster Abbott
- 1983-1984: Dynastia (Dynasty) jako Tracy Kendall
- 1985: Hotel jako Judy Milford
- 1984: Statek miłości (The Love Boat) jako Beth Reed
- 1984–1985: Poszukiwacz zagubionej miłości (Finder of Lost Loves) jako Daisy Lloyd
- 1985: Hotel jako Elizabeth Evans
- 1985: Matt Houston jako Zoey Martin
- 1986: Blacke’s Magic jako Leslie Davis
- 1986: Hotel jako Michelle
- 1986: Napisała: Morderstwo (Murder, She Wrote) jako Ellen Davis
- 1986: Statek miłości (The Love Boat) jako Debrah Grant
- 1986: Żar młodości (The Young and the Restless) jako Jill Foster Abbott
- 1986: Policjanci z Miami (Miami Vice) jako Carla Cappoletti
- 1987: MacGyver jako Diana Rogers
- 1987: Hotel jako Lynn Patterson
- 1990: Santa Barbara jako Renata Sedgewick
- 1992: Głowa Hermana (Herman’s Head) jako Victoria Stark
- 1992–1993: Melrose Place jako Lucy Cabot
- 1993: Głowa Hermana (Herman’s Head) jako Victoria
- 1993–1995: Dni naszego życia (Days of our Lives) jako Kate Roberts Reed Kiriakis